# Mutakkil-Nusku
Mutakkil-Nusku, Sohn von Aššur-dan I. war ein König von Assyrien, nach der synchronistischen Königsliste ein Zeitgenosse von Nebukadnezar I. von Babylon. Er regierte tupppišu, was gewöhnlich als „unter einem Jahr“ übersetzt wird. Nach der synchronistischen Königsliste war er ein Zeitgenosse von Itti-Marduk-balāṭu von Babylonien.
| Autor              | Regierungszeit | Anmerkungen            |
| ------------------ | -------------- | ---------------------- |
| Cassin 1966        | 1134           | mittlere Chronologie   |
| Gasche et al. 1998 | 1133           | Ultrakurze Chronologie |
| Freydank 1991      | 1132           |                        |

Sein Name enthält den Gott Nusku als theophoren Bestandteil.
Der Tonfall der babylonischen Briefe an ihn ist herablassend bis beleidigend, jedoch kann der babylonische König seinen Worten offenbar keine Taten folgen lassen. Ein Treffen mit dem König von Babylon (Itti-Marduk-bālatu?) an der Stadtgrenze von Zaqqa wurde durch den Austausch von Gesandten (Harbi-Šipak und Qunnutu) vereinbart, zu dem es aber nicht kam.